# Новости (недељник)
Самостални српски недељник „Новости" (краће: Новости) су новине опште информативног карактера, које прате и критички пишу о свим релевантним политичким, друштвеним и културним догађајима у Хрватској.
Новости су и недељник Срба у Хрватској, те с повећаном пажњом прате рад институција српске заједнице и догађаје битне за њу. Приоритетне теме су повратак избеглица, реинтеграција српске мањине, развој регија погођених ратом. Једним делом, недељник прати актуелне политичке и културне догађаје у суседним земљама, у Србији, Црној Гори, БиХ и Словенији. Део новина посвећен је процесу културне и привредне размјене између пост-југословенских земаља, као и уопштено питањима демократизације, развоја грађанског друштва и владавине права.
Новости излазе од децембра 1999. године. У почетку су биле бесплатне, а од 4. децембра 2009. године се продају на киосцима. Новости издаје Српско народно вијеће. Новости највећим делом финансира Савет за националне мањине Републике Хрватске

## Привредник
Од 28. децембра 2007. у оквиру Новости месечно излази подлистак "Привредник", оријентисан ка економској ревитализацији подручја где претежно живе Срби у Хрватској и који промовише развој пољопривреде и малих и средњих предузећа. „Привредник“ уређује Српско привредно друштво Привредник.